# Triangle clavi-pectoral
Le triangle clavi-pectoral (ou espace delto-pectoral ou fossette de Mohrenheim ou fossette sous claviculaire) est un espace anatomique correspondant à l'élargissement du sillon delto-pectoral vers sa partie supérieure sous-claviculaire.
Il est délimité en haut par la clavicule, latéralement par le bord médial du muscle deltoïde et médialement par le bord latéral du muscle grand pectoral.
La veine céphalique et la branche deltoïde de l'artère thoraco-acromiale traverse ce triangle, donnant des branches aux muscles deltoïde et grand pectoral.
En profondeur de ce triangle se trouvent la veine sous-clavière et l'artère subclavière.

## Aspect clinique
Le processus coracoïde de l'omoplate n'est pas sous-cutané ; Il est recouvert par le bord antérieur du deltoïde. Cependant, la pointe de l'apophyse coracoïde peut être ressentie à la palpation profonde sur la face latérale du triangle clavi-pectoral.
Le processus coracoïde est utilisé comme repère osseux lors de la réalisation d'un bloc du plexus brachial.
La position du processus coracoïde est également importante pour le diagnostic des luxations.
C'est également une voie d'accès chirurgical des vaisseaux sous-claviers.